# 니코르

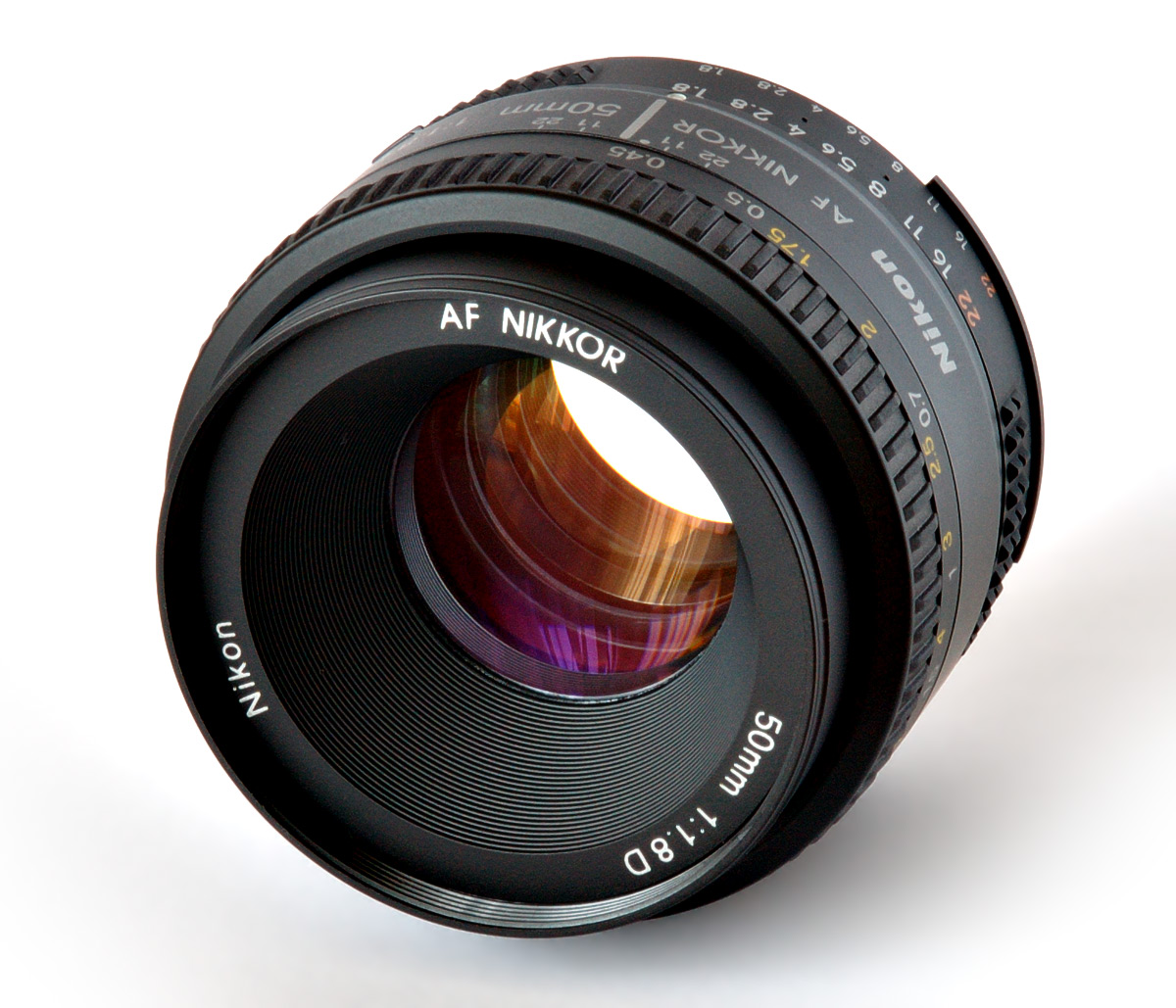
AF-Nikkor 50mm f1.8D 렌즈 (니콘 F-마운트용)

니코르(Nikkor)는 니콘 F 마운트용 카메라 렌즈를 포함, 니콘이 생산하는 렌즈 브랜드이다.
니코르 브랜드는 1932년 선보였으며 이 명칭은 일광을 의미하는 니코(日光)의 서구화된 표현이다. 또, 이는 이 기업의 원래의 전체 명칭 닛폰고카쿠(일본광학주식회사, 日本光学工業株式会社)의 이름의 준말이다. 1933년, 니콘은 항공 사진을 위해 니코르 브랜드 이름의 첫 번째 카메라 Aero-NIKKOR를 마케팅했다.
저명한 니코르 브랜드의 광학 장치는 다음이 있다:
- 35mm SLR 및 DSLR 사진 촬영을 위한 니콘 F 마운트 렌즈
- 니콘 CX 포맷용 1마운트 렌즈
- 니콘 미러리스 렌즈 교환식 카메라용 Z 마운트 렌즈

## 같이 보기
- 야시카
- 니콘 F 마운트